# Liste der Nummer-eins-Hits in Irland (1998)
Dies ist eine Liste der Nummer-eins-Hits in Irland im Jahr 1998. Sie basiert auf den offiziellen Singlecharts in Irland, die im Auftrag der Irish Recorded Music Association (IRMA) erstellt werden. Es gab in diesem Jahr 16 Nummer-eins-Singles und 17 Nummer-eins-Alben.

## Singles
| ← 1997 ← | Liste der Nummer-eins-Hits in Irland | Liste der Nummer-eins-Hits in Irland    | Liste der Nummer-eins-Hits in Irland | 1999 →                    |
| \| Zeitraum \| Wo. ges. \| Interpret \| Titel Autor(en) \| Zusätzliche Informationen \| \| (Zeitraum, Wochen auf Platz eins, Interpret, Titel, Autor[en], zusätzliche Informationen) \| \| \| \| \| \| ----------------------------------------------------------------------------------------- \| -------- \| --------------------------------------- \| ----------------------------------------------------------------------------------------------------------------------------------------------------------------------- \| ------------------------- \| \| 29. November 1997 – 16. Januar 1998 7 Wochen \| 7 \| (Verschiedene Interpreten) \| Perfect Day Lou A. Reed \| – \| \| 17. Januar 1998 – 30. Januar 1998 2 Wochen \| 2 \| Oasis \| All Around the World Noel Thomas Gallagher \| – \| \| 31. Januar 1998 – 13. Februar 1998 2 Wochen \| 2 \| Aqua \| Doctor Jones Anders Øland, Søren Rasted, Claus Norreen; Text: René Dif \| – \| \| 14. Februar 1998 – 27. März 1998 6 Wochen \| 6 \| Céline Dion \| My Heart Will Go On Will Jennings, James Horner \| – \| \| 28. März 1998 – 23. April 1998 4 Wochen \| 4 \| Run-D.M.C. vs. Jason Nevins \| It’s Like That Lawrence Smith, Joseph Ward Simmons, Darryl Matthews McDaniels \| – \| \| 24. April 1998 – 15. Mai 1998 3 Wochen \| 3 \| Boyzone \| All That I Need Evan A. Rogers, Carl Allen Sturken \| – \| \| 16. Mai 1998 – 5. Juni 1998 3 Wochen \| 3 \| The Tamperer feat. Maya \| Feel It Michael Joe Jackson, Jackie Jackson \| – \| \| 6. Juni 1998 – 17. Juni 1998 2 Wochen \| 2 \| B*Witched \| C’est la vie Tracy Ackerman, Martin Sean Brannigan, Raymond George Hedges, Edele Claire Lynch, Keavy Jane Lynch, Lindsay Gaeil Christian Armaou, Sinéad Maria O’Carroll \| – \| \| 18. Juli 1998 – 7. August 1998 3 Wochen \| 3 \| Pras Michel feat. ODB & introducing Mýa \| Ghetto Supastar (That Is What You Are) Nel Wyclef Jean, Samuel Prakazrel Michel, Russell T. Jones, Barry Alan Gibb, Robin Hugh Gibb, Maurice Ernest Gibb \| – \| \| 8. August 1998 – 18. September 1998 6 Wochen \| 6 \| Boyzone \| No Matter What Martin L. Gore \| – \| \| 19. September 1998 – 9. Oktober 1998 3 Wochen \| 3 \| Robbie Williams \| Millennium Leslie Bricusse, Guy Antony Chambers, John Barry, Robert Peter Williams \| – \| \| 10. Oktober 1998 – 23. Oktober 1998 2 Wochen \| 2 \| Aerosmith \| I Don’t Want to Miss a Thing Diane Eve Warren \| – \| \| 24. Oktober 1998 – 6. November 1998 2 Wochen \| 2 \| U2 \| Sweetest Thing Adam Clayton, Laurence Mullen, David Evans, Paul David Hewson \| – \| \| 7. November 1998 – 13. November 1998 1 Woche \| 1 \| Kerri Ann \| Irreplaceable Raymond William St. John, Michael T. Garvin, Tammy Trent, Steven Rimmon Siler \| – \| \| 14. November 1998 – 25. Dezember 1998 6 Wochen \| 6 \| Cher \| Believe Brian Thomas Higgins, Paul Michael Barry, Steve Torch \| – \| \| 26. Dezember 1998 – 1. Januar 1999 1 Woche \| 1 \| Spice Girls \| Goodbye Emma Lee Bunton, Melanie Janine Brown, Melanie Jayne Chisholm, Victoria Adams, Matthew Paul Rowbottom, Richard Frederick Stannard \| – \| |                                      |                                         | |                           |
| ← 1997 |                                      |                                         | | → 1999 →                  |
| Zeitraum | Wo. ges.                             | Interpret                               | Titel Autor(en) | Zusätzliche Informationen |
| (Zeitraum, Wochen auf Platz eins, Interpret, Titel, Autor[en], zusätzliche Informationen) |                                      |                                         | |                           |
| 29. November 1997 – 16. Januar 1998 7 Wochen | 7                                    | (Verschiedene Interpreten)              | Perfect Day Lou A. Reed | –                         |
| 17. Januar 1998 – 30. Januar 1998 2 Wochen | 2                                    | Oasis                                   | All Around the World Noel Thomas Gallagher | –                         |
| 31. Januar 1998 – 13. Februar 1998 2 Wochen | 2                                    | Aqua                                    | Doctor Jones Anders Øland, Søren Rasted, Claus Norreen; Text: René Dif                                                                                                  | –                         |
| 14. Februar 1998 – 27. März 1998 6 Wochen | 6                                    | Céline Dion                             | My Heart Will Go On Will Jennings, James Horner | –                         |
| 28. März 1998 – 23. April 1998 4 Wochen | 4                                    | Run-D.M.C. vs. Jason Nevins             | It’s Like That Lawrence Smith, Joseph Ward Simmons, Darryl Matthews McDaniels                                                                                           | –                         |
| 24. April 1998 – 15. Mai 1998 3 Wochen | 3                                    | Boyzone                                 | All That I Need Evan A. Rogers, Carl Allen Sturken | –                         |
| 16. Mai 1998 – 5. Juni 1998 3 Wochen | 3                                    | The Tamperer feat. Maya                 | Feel It Michael Joe Jackson, Jackie Jackson | –                         |
| 6. Juni 1998 – 17. Juni 1998 2 Wochen | 2                                    | B*Witched                               | C’est la vie Tracy Ackerman, Martin Sean Brannigan, Raymond George Hedges, Edele Claire Lynch, Keavy Jane Lynch, Lindsay Gaeil Christian Armaou, Sinéad Maria O’Carroll | –                         |
| 18. Juli 1998 – 7. August 1998 3 Wochen | 3                                    | Pras Michel feat. ODB & introducing Mýa | Ghetto Supastar (That Is What You Are) Nel Wyclef Jean, Samuel Prakazrel Michel, Russell T. Jones, Barry Alan Gibb, Robin Hugh Gibb, Maurice Ernest Gibb                | –                         |
| 8. August 1998 – 18. September 1998 6 Wochen | 6                                    | Boyzone                                 | No Matter What Martin L. Gore | –                         |
| 19. September 1998 – 9. Oktober 1998 3 Wochen | 3                                    | Robbie Williams                         | Millennium Leslie Bricusse, Guy Antony Chambers, John Barry, Robert Peter Williams                                                                                      | –                         |
| 10. Oktober 1998 – 23. Oktober 1998 2 Wochen | 2                                    | Aerosmith                               | I Don’t Want to Miss a Thing Diane Eve Warren | –                         |
| 24. Oktober 1998 – 6. November 1998 2 Wochen | 2                                    | U2                                      | Sweetest Thing Adam Clayton, Laurence Mullen, David Evans, Paul David Hewson                                                                                            | –                         |
| 7. November 1998 – 13. November 1998 1 Woche | 1                                    | Kerri Ann                               | Irreplaceable Raymond William St. John, Michael T. Garvin, Tammy Trent, Steven Rimmon Siler                                                                             | –                         |
| 14. November 1998 – 25. Dezember 1998 6 Wochen | 6                                    | Cher                                    | Believe Brian Thomas Higgins, Paul Michael Barry, Steve Torch | –                         |
| 26. Dezember 1998 – 1. Januar 1999 1 Woche | 1                                    | Spice Girls                             | Goodbye Emma Lee Bunton, Melanie Janine Brown, Melanie Jayne Chisholm, Victoria Adams, Matthew Paul Rowbottom, Richard Frederick Stannard                               | –                         |

## Alben
| ← 1997 ← | Liste der Nummer-eins-Hits in Irland | Liste der Nummer-eins-Hits in Irland | Liste der Nummer-eins-Hits in Irland                | 1999 →                    |
| \| Zeitraum \| Wo. ges. \| Interpret \| Titel \| Zusätzliche Informationen \| \| (Zeitraum, Wochen auf Platz eins, Interpret, Titel, zusätzliche Informationen) \| \| \| \| \| \| ------------------------------------------------------------------------------ \| -------- \| -------------------------- \| --------------------------------------------------- \| ------------------------- \| \| 1. Januar 1998 – 4. Februar 1998 5 Wochen (insgesamt 8) \| 8 \| The Verve \| Urban Hymns \| – \| \| 5. Februar 1998 – 8. April 1998 9 Wochen \| 9 \| James Horner \| Titanic: Music from the Motion Picture (Soundtrack) \| – \| \| 9. April 1998 – 22. April 1998 2 Wochen (insgesamt 5) \| 5 \| (Verschiedene Interpreten) \| Now That’s What I Call Music 39 \| – \| \| 23. April 1998 – 29. April 1998 1 Woche \| 1 \| Massive Attack \| Mezzanine \| – \| \| 30. April 1998 – 20. Mai 1998 3 Wochen (insgesamt 5) \| 5 \| (Verschiedene Interpreten) \| Now That’s What I Call Music 39 \| – \| \| 21. Mai 1998 – 27. Mai 1998 1 Woche \| 1 \| Simply Red \| Blue \| – \| \| 28. Mai 1998 – 10. Juni 1998 2 Wochen \| 2 \| Boyzone \| Where We Belong \| – \| \| 11. Juni 1998 – 17. Juni 1998 1 Woche \| 1 \| The Smashing Pumpkins \| Adore \| – \| \| 18. Juni 1998 – 24. Juni 1998 1 Woche \| 1 \| The Corrs \| Talk on Corners \| – \| \| 25. Juni 1998 – 1. Juli 1998 1 Woche \| 1 \| Aslan \| Shame About Lucy Moonhead \| – \| \| 2. Juli 1998 – 29. Juli 1998 4 Wochen \| 4 \| (Verschiedene Interpreten) \| Fresh Hits 98 \| – \| \| 30. Juli 1998 – 5. August 1998 1 Woche (insgesamt 3) \| 3 \| Tracy Chapman \| Tracy Chapman \| – \| \| 6. August 1998 – 2. September 1998 4 Wochen \| 4 \| (Verschiedene Interpreten) \| Now That’s What I Call Music 40 \| – \| \| 3. September 1998 – 16. September 1998 2 Wochen (insgesamt 3) \| 3 \| Tracy Chapman \| Tracy Chapman \| – \| \| 17. September 1998 – 14. Oktober 1998 4 Wochen \| 4 \| Manic Street Preachers \| This Is My Truth Tell Me Yours \| – \| \| 15. Oktober 1998 – 28. Oktober 1998 2 Wochen \| 2 \| Phil Collins \| Hits \| – \| \| 29. Oktober 1998 – 4. November 1998 1 Woche \| 1 \| Robbie Williams \| I’ve Been Expecting You \| – \| \| 5. November 1998 – 23. Dezember 1998 7 Wochen \| 7 \| U2 \| The Best of U2 1980–1990 \| – \| \| 24. Dezember 1998 – 13. Januar 1999 3 Wochen \| 3 \| George Michael \| Ladies and Gentlemen – The Best of George Michael \| – \| |                                      |                                      |                                                     |                           |
| ← 1997 |                                      |                                      |                                                     | → 1999 →                  |
| Zeitraum | Wo. ges.                             | Interpret                            | Titel                                               | Zusätzliche Informationen |
| (Zeitraum, Wochen auf Platz eins, Interpret, Titel, zusätzliche Informationen) |                                      |                                      |                                                     |                           |
| 1. Januar 1998 – 4. Februar 1998 5 Wochen (insgesamt 8) | 8                                    | The Verve                            | Urban Hymns                                         | –                         |
| 5. Februar 1998 – 8. April 1998 9 Wochen | 9                                    | James Horner                         | Titanic: Music from the Motion Picture (Soundtrack) | –                         |
| 9. April 1998 – 22. April 1998 2 Wochen (insgesamt 5) | 5                                    | (Verschiedene Interpreten)           | Now That’s What I Call Music 39                     | –                         |
| 23. April 1998 – 29. April 1998 1 Woche | 1                                    | Massive Attack                       | Mezzanine                                           | –                         |
| 30. April 1998 – 20. Mai 1998 3 Wochen (insgesamt 5) | 5                                    | (Verschiedene Interpreten)           | Now That’s What I Call Music 39                     | –                         |
| 21. Mai 1998 – 27. Mai 1998 1 Woche | 1                                    | Simply Red                           | Blue                                                | –                         |
| 28. Mai 1998 – 10. Juni 1998 2 Wochen | 2                                    | Boyzone                              | Where We Belong                                     | –                         |
| 11. Juni 1998 – 17. Juni 1998 1 Woche | 1                                    | The Smashing Pumpkins                | Adore                                               | –                         |
| 18. Juni 1998 – 24. Juni 1998 1 Woche | 1                                    | The Corrs                            | Talk on Corners                                     | –                         |
| 25. Juni 1998 – 1. Juli 1998 1 Woche | 1                                    | Aslan                                | Shame About Lucy Moonhead                           | –                         |
| 2. Juli 1998 – 29. Juli 1998 4 Wochen | 4                                    | (Verschiedene Interpreten)           | Fresh Hits 98                                       | –                         |
| 30. Juli 1998 – 5. August 1998 1 Woche (insgesamt 3) | 3                                    | Tracy Chapman                        | Tracy Chapman                                       | –                         |
| 6. August 1998 – 2. September 1998 4 Wochen | 4                                    | (Verschiedene Interpreten)           | Now That’s What I Call Music 40                     | –                         |
| 3. September 1998 – 16. September 1998 2 Wochen (insgesamt 3) | 3                                    | Tracy Chapman                        | Tracy Chapman                                       | –                         |
| 17. September 1998 – 14. Oktober 1998 4 Wochen | 4                                    | Manic Street Preachers               | This Is My Truth Tell Me Yours                      | –                         |
| 15. Oktober 1998 – 28. Oktober 1998 2 Wochen | 2                                    | Phil Collins                         | Hits                                                | –                         |
| 29. Oktober 1998 – 4. November 1998 1 Woche | 1                                    | Robbie Williams                      | I’ve Been Expecting You                             | –                         |
| 5. November 1998 – 23. Dezember 1998 7 Wochen | 7                                    | U2                                   | The Best of U2 1980–1990                            | –                         |
| 24. Dezember 1998 – 13. Januar 1999 3 Wochen | 3                                    | George Michael                       | Ladies and Gentlemen – The Best of George Michael   | –                         |